# Orthoporus cayennophilus
Orthoporus cayennophilus är en mångfotingart som först beskrevs av Filippo Silvestri 1897.  Orthoporus cayennophilus ingår i släktet Orthoporus och familjen Spirostreptidae. Inga underarter finns listade i Catalogue of Life.